# William Beckett
William Beckett (Hoffman Estates, 11 februari 1985) is een Amerikaanse muzikant (zang, piano, gitaar) en songwriter. William Beckett is een Amerikaanse muzikant die voor het eerst bekend werd door zijn werk met de inmiddels ter ziele gegane in Chicago gevestigde band The Academy Is ... (TAI), die onder contract stond bij Atlantic Records/Fueled by Ramen/Decaydance Records. Terwijl nog op de middelbare school in 2002, kwamen Beckett en gitarist Mike Carden samen van rivaliserende bands in Chicago om The Academy Is ... te formeren. Naast het oprichten van de band, werden Beckett en Carden genoemd als de belangrijkste songwriters. Een derde kernlid van de band was Adam T. Siska, klasgenoot en vriend van Beckett van de Barrington High School. In 2007 beschreef Alex Davies van de BBC Beckett als een mix van Adam Lazzara en Prince en noemde hij hem uiterst boeiend. The Academy Is ... herenigde zich op het Riot Fest 2015 in het najaar van 2015 in Chicago. Hoewel Beckett had gezegd dat de gelegenheid zou dienen als een afscheids-show, had de band later eind 2015 nog een extra laatste tournee.

## Biografie
Beckett begon met het schrijven van muziek voor zijn eigen plezier, omdat hij niet meer van het materiaal op de radio hield. Hij zei in een interview dat zijn zus hem vond, terwijl hij zijn liedjes in de kelder speelde en ze voegde zich bij hem. Ze was zijn eerste publiek en gaf hem haar eerlijke feedback op het materiaal dat hij schreef. Voordat hij samen met Mike Carden The Academy Is ... oprichtte, trad Beckett op in de akoestische band Remember Maine met Nick Scimeca, die op 17-jarige leeftijd het album The Last Place You Look uitbracht bij LLR Recordings.
Beckett heeft ook gezongen op een aantal opmerkelijke albums van andere bands, zoals het nummer Sophomore Slump or Comeback of the Year van het album From Under the Cork Tree van Fall Out Boy uit 2005. Hij zong achtergrondzang op What a Catch, Donnie van Fall Out Boy. Andere nummers die hij heeft gezongen zijn onder meer There's a Class for This van het album The Same Old Blood Rush with a New Touch uit 2006 van Cute Is What We Aim For, 7 Weeks van het album As Cruel as School Children van Gym Class Heroes en het nummer Snakes on a Plane (Bring It) van Cobra Starship, dat later verscheen op de Snakes on a Plane-soundtrack en op het album While the City Sleeps, We Rule the Streets van Cobra Starship onder de titel Bring It (Snakes on a Plane). Beckett heeft ook een songwritingvermelding op het nummer Homecoming van Hey Monday van hun debuutalbum Hold On Tight en op het nummer For the Love of a Daughter van Demi Lovato van haar derde album Unbroken.
Na de ontbinding van The Academy Is ..., naar verluidt om een solo-muziekcarrière te beginnen, hoewel er andere redenen (interne strijd binnen de band) werd gesuggereerd, kwam hij uit met zijn eerste ep Walk the Talk, uitgebracht op 17 april 2012 met de single Compromising Me. Zijn tweede ep Winds Will Change werd aangekondigd op 18 juni 2012 (geproduceerd door Matt Grabe) en werd uitgebracht op 17 juli 2012. De belangrijkste single Great Night werd uitgebracht op 19 juni 2012. Zijn derde ep What Will Be werd uitgebracht op 30 oktober 2012. In januari 2013 bracht William de compilatie The Pioneer Sessions uit met akoestische covers van zijn eigen muziek. In februari 2013 werd William gecontracteerd door Equal Vision Records. Later in 2013 werd aangekondigd dat Williams debuutalbum Genuine and Counterfeit in augustus zou verschijnen. De eerste single Benny & Joon van het album werd uitgebracht op 17 juni 2013. De muziekvideo voor hetzelfde werd uitgebracht op 31 juli.
William speelde de Acoustic Basement-tent van Van's Warped Tour 2013, waar hij niet alleen Benny & Joon speelde, maar ook veel van zijn solo-discografie en een paar The Academy Is ...-nummers. Het langverwachte Genuine and Counterfeit werd op 20 augustus 2013 uitgebracht, hoewel hij het vijf dagen eerder had gelekt naar Alternative Press. Het werd over het algemeen goed ontvangen door de fans van William. Op 5 september 2013 bracht Fearless Records de Punk Goes ...-albumseries van hun Punk Goes Christmas-album uit, waarop William Becketts cover Do You Hear What I Hear? stond. William Beckett staat op Downwrite, een website waarop artiesten contact kunnen leggen met hun fans en fans gepersonaliseerde muziek van de artiest kunnen kopen.

## Bijprojecten
William Beckett maakt een cameo in Fall Out Boy's videoclip voor het nummer A Little Less Sixteen Candles, a Little More Touch Me als hoofdvampier en in This Ain't a Scene, It's an Arms Race video als dezelfde vampier. Hij verschijnt ook in de videoclip voor Bring It (Snakes on a Plane) van Cobra Starship, naar aanleiding van zijn vocale optreden in het nummer. Volgens Us Magazine is hij co-auteur van een boek met Pete Wentz van Fall Out Boy, die de band oorspronkelijk had aanbevolen bij Fueled by Ramen. Op 16 april 2009 plaatste Beckett het eerste hoofdstuk van het boek The Folding dat hij hoopt te hebben gepubliceerd. Beckett kondigde via zijn blog op 12 juli 2010 aan (de post is nu verwijderd en vervangen door een updatepost) dat hij zou schitteren in de korte film The Fall of the House of Usher, gebaseerd op Edgar Allan Poe. Beckett schreef het themalied voor de roman Lock In van John Scalzi, uitgebracht op 28 augustus 2014.

## Privéleven
In een interview in november 2009 met Alternative Press bevestigde Beckett dat hij een dochter heeft, Genevieve Dylan Beckett. Hij is sinds mei 2007 getrouwd met Christine Bandy. Beckett speelde een dj-set op Emo Nite Day, een festival georganiseerd door Emo Nite in Los Angeles in december 2017.

## Discografie

### Solo
- 2012: Walk the Talk ep
- 2012: Winds Will Change ep
- 2012: What Will Be ep
- 2013: The Pioneer Sessions
- 2013: Genuine & Counterfeit

### Gastoptredens
| Jaar | Song                                    | werk gedaan door     | Artiest(en)             | Album                                      |
| ---- | --------------------------------------- | -------------------- | ----------------------- | ------------------------------------------ |
| 2005 | Sophomore Slump or Comeback of the Year | Gastzang             | Fall Out Boy            | From Under the Cork Tree                   |
| 2006 | 7 Weeks                                 | Gastzang             | Gym Class Heroes        | As Cruel as School Children                |
| 2006 | Bring It (Snakes on a Plane)            | Gastzang             | Cobra Starship          | While the City Sleeps, We Rule the Streets |
| 2006 | There's a Class for This                | Gastzang             | Cute is What We Aim For | The Same Old Blood Rush with a New Touch   |
| 2008 | What a Catch, Donnie                    | Gastzang             | Fall Out Boy            | Folie à Deux                               |
| 2008 | Hold On (Remix)                         | Gastzang en remixing | Good Charlotte          | Greatest Remixes                           |
| 2008 | Homecoming                              | Schrijven            | Hey Monday              | Hold On Tight                              |
| 2011 | For the Love of a Daughter              | Schrijven            | Demi Lovato             | Unbroken                                   |
| 2014 | Wolf in Sheep's Clothing                | Gastzang             | Set It Off              | Duality                                    |